# 토머스 쿽
토머스 쿽 핑퀑(중국어: 郭炳江, 광둥어 예일: Gwok Bínggōng; 1951년 10월 6일 출생)은 홍콩의 억만장자이자 홍콩 최대 부동산 개발업자인 신흥카이 부동산의 전 공동 회장 겸 상무이사(형제인 레이먼드 궈크와 함께)이다. 그는 2014년 뇌물 수수 혐의로 5년 징역형을 선고받았다.

## 전기
토머스는 SHK 부동산의 설립자 궈탁싱과 그의 아내 퀑슈힝의 둘째 아들이다. 그는 형제인 월터와 레이먼드와 함께 1990년 아버지 사망 후 홍콩 최대 부동산 개발업체인 신흥카이 부동산을 물려받았다. 궈크 형제는 리자청과 리샤우키에 이어 홍콩과 대중화권에서 세 번째로 부유한 사람이다. 그들의 총 재산은 포브스의 2018년 억만장자 목록에서 165억 달러로 추정된다. 포브스에 따르면 궈크 가족 전체는 순자산 404억 달러로 아시아에서 세 번째로 부유한 가족이다.
궈크는 런던 대학교 임페리얼 칼리지 런던에서 토목공학 학사 학위를, 이어서 런던 비즈니스 스쿨에서 MBA를 취득했다.

## 체포 및 유죄 판결
토머스와 레이먼드 궈크는 2012년 3월 뇌물 수수 혐의로 염정공서에 의해 체포되었다. 그들은 2005년부터 2007년까지 전 행정장관이었던 라파엘 휘에게 뇌물을 주어 정부에서 그들의 "눈과 귀"가 되도록 했다는 혐의를 받았는데, 이는 "도시의 강력한 개발업자와 정부 간의 밀접한 관계"를 부각시키는 사례로 언급되었다.
2014년 12월, 토머스 궈크는 "공직자 직권남용 공모" 혐의로 유죄 판결을 받았고, 그의 형제 레이먼드는 모든 혐의에서 벗어났다. 토머스는 5년 징역형과 50만 달러의 벌금형을 선고받았다. 라파엘 휘, 신흥카이 이사 토머스 찬, 사업가 프랜시스 콴도 투옥되었다. 판결이 발표된 후 궈크는 신흥카이 회장, 상무이사, 집행이사직에서 즉시 사임하겠다고 밝혔고, 유죄 판결에 항소하겠다고 말했다. 그의 항소심과 홍콩 최종심 법원에 대한 항소는 기각되었다. 최종심 법원에 대한 항소 계류 중 보석으로 풀려났던 궈크는 2017년 6월에 다시 수감되었다. 이 유죄 판결의 결과로, 홍콩 정부가 2007년에 그에게 수여했던 은자형성장은 2018년 3월에 취소되었다.

## 종교
궈크는 기독교인이다. 마완 (홍콩)에 있는 노아의 방주 (홍콩) 프로젝트는 궈크의 복음주의 기독교 신앙을 반영한다. 1990년대에 그는 신흥카이의 센트럴 플라자 (홍콩) 오피스 단지 꼭대기에 있는 75층 피라미드식 아트리움에 교회를 세웠다.

## 대중문화에서

### 텔레비전에서
- 2019년 TVB 미니시리즈 ICAC 수사관 2022에서 헨리 위 양이 연기한 로널드 웡 롱(Ronald Wong Long) 캐릭터는 토머스 궈크를 기반으로 한다.